# You (Robin Stjernberg)
You è un brano musicale del cantante svedese Robin Stjernberg, scritto dallo stesso artista insieme a Linnea Deb, Joy Deb e Joakim Harestad Haukaas.
La canzone ha vinto il Melodifestivalen 2013, guadagnandosi la possibilità di partecipare, in rappresentanza della Svezia, all'Eurovision Song Contest 2013, che si è svolto proprio in Svezia. Nella gara canora europea, il brano si è classificato al 14º posto in finale con 62 punti.

## Tracce
Download digitale
1. You – 3:04